# Bambi-Verleihung 2023
Die 72. Bambi-Verleihung fand am 16. November 2023 in München in den Bavaria Studios anlässlich des 75-jährigen Jubiläums und nach vier Jahren Pause unter anderem aufgrund der COVID-19-Pandemie statt und wurde auf Sat.1 live übertragen. Die Veranstaltung wurde von Nazan Eckes und Giovanni Zarrella moderiert.

## Preisträger und Nominierte

### Lebenswerk
Senta Berger

### Legende
Peter Maffay

### Schauspielerin National
Karoline Herfurth für Einfach mal was Schönes
 Laudatio: Franz Dinda
Jeanette Hain für Luden – Könige der Reeperbahn
Jördis Triebel für In einem Land, das es nicht mehr gibt

### Schauspieler National
Felix Kammerer für Im Westen nichts Neues
 Laudatio: Nadja Uhl
Florian David Fitz für Oskars Kleid
Elyas M’Barek für Tausend Zeilen

### Schauspiel International
Mads Mikkelsen

### Film National
Oskars Kleid
Einfach mal was Schönes
Tausend Zeilen

### Publikumspreis
Erfolgreichste Künstlerin des Jahres
Ayliva
Badmómzjay
Nina Chuba
Leony. B

### Sport
Deutsche Basketballnationalmannschaft der Herren

### Unsere Erde
Barbara Promberger und Christoph Promberger

### Musik International
Zara Larsson

### Entertainment
Giovanni Zarrella

### Stille Heldin
Karin Eckstein

### Mut
Alexei Nawalny
 Laudatio: Ursula von der Leyen

## Einschaltquote
Die Ausstrahlung der Gala auf Sat.1 erreichte 840.000 Zuseher, der Marktanteil betrug 3,9 Prozent.